# Cave Canem. Ein Felidae-Roman.
Cave Canem. Ein Felidae-Roman. ist ein 1999 im Goldmann Verlag erschienener Krimi-Thriller des deutsch-türkischen Schriftstellers Akif Pirinçci. Es handelt sich dabei um den dritten Teil der Felidae-Reihe.

## Inhalt

### Form
Das Buch beginnt mit einer vollständigen Titelei, die Widmung lautet:

„Cujo und Lolita
in memoriam“

Bei Cujo handelt es sich um Akif Pirinçcis Kater. Anschließend leitet ein Auszug aus dem Buch der Richter die Handlung ein:

„Und Simson ging hin und fing dreihundert Füchse, nahm Fackeln und kehrte je einen Schwanz zum andern und tat eine Fackel je zwischen zwei Schwänze / und zündete die Fackeln an und ließ die Füchse in das Korn der Philister laufen...“

Daraufhin beginnt ab Seite neun die Handlung und endet auf Seite 275. Ab Seite 277 erklären sieben Anmerkungen, die sich auf verschiedene Textstellen beziehen, das Verhalten der Katzen im Buch aus wissenschaftlicher Sicht.

### Handlung
Neben dem gealterten Francis und seinem „Dosenöffner“ Gustav Löbel, der mittlerweile ein namhaftes archäologisches Institut leitet, leben in dem Altbau nun auch Gustavs Bekannter Archibald „Archie“ Philip Purpur im ersten und der Ethnologe Professor Amöbius Mars im zweiten Stock. Letzterer leidet an einer Katzenhaarallergie und nutzt seine freie Zeit zum Gärtnern.
Schon seit längerem wird Francis’ Revier von einer mysteriösen Mordserie heimgesucht, die er allerdings nicht als wichtig genug erachtet, um eine Ermittlung zu beginnen. Der Mörder wütet dabei nicht nur unter den Katzen, auch Hunde bleiben vor ihm nicht verschont. Die beiden ohnehin verfeindeten Lager vermuten den Mörder bei der jeweils anderen Partei. Francis’ alter Freund, Maine-Coon-Kater Blaubart, lädt ihn eines Morgens zu einer Versammlung von Hunden und Katzen des Reviers ein, die die Situation einstweilen klären soll. Francis willigt ein, will aber in Hinsicht auf ein Rendezvous mit der Van-Kätzin Roxy bis zum Mittag wieder zurück sein.
Unterwegs wird er von Blaubart zur neuesten Leiche geführt, der von Roxy. Francis schwört, am Mörder Rache zu üben, aber die Leiche gibt ihm Rätsel auf. Der Größe der Bissspuren nach zu urteilen könnte es sich beim Mörder sowohl um einen Hund mittlerer Größe als auch um eine sehr große Katze handeln. Weiterhin gibt es keinerlei Hinweise auf einen der Exekution vorangegangenen Kampf, die Wunden am Nacken sind klinisch sauber. Auf der Versammlung angekommen trägt Francis seine Ansichten vor und dedziert, dass wohl niemand aus dem Revier der Mörder ist. Stattdessen handle es sich vielmehr um neu zugezogene Katzen oder Hunde, möglicherweise aus dem Tierheim am Rande des Distrikts. Er bietet sich an, den Fall zu übernehmen, zieht das Angebot jedoch zurück, als die Anführerin der Hunde, Mopsdame Sissi, darauf besteht, ihm den Deutschen Schäferhund Hektor, einen pensionierten Polizeihund, zur Seite zu stellen.

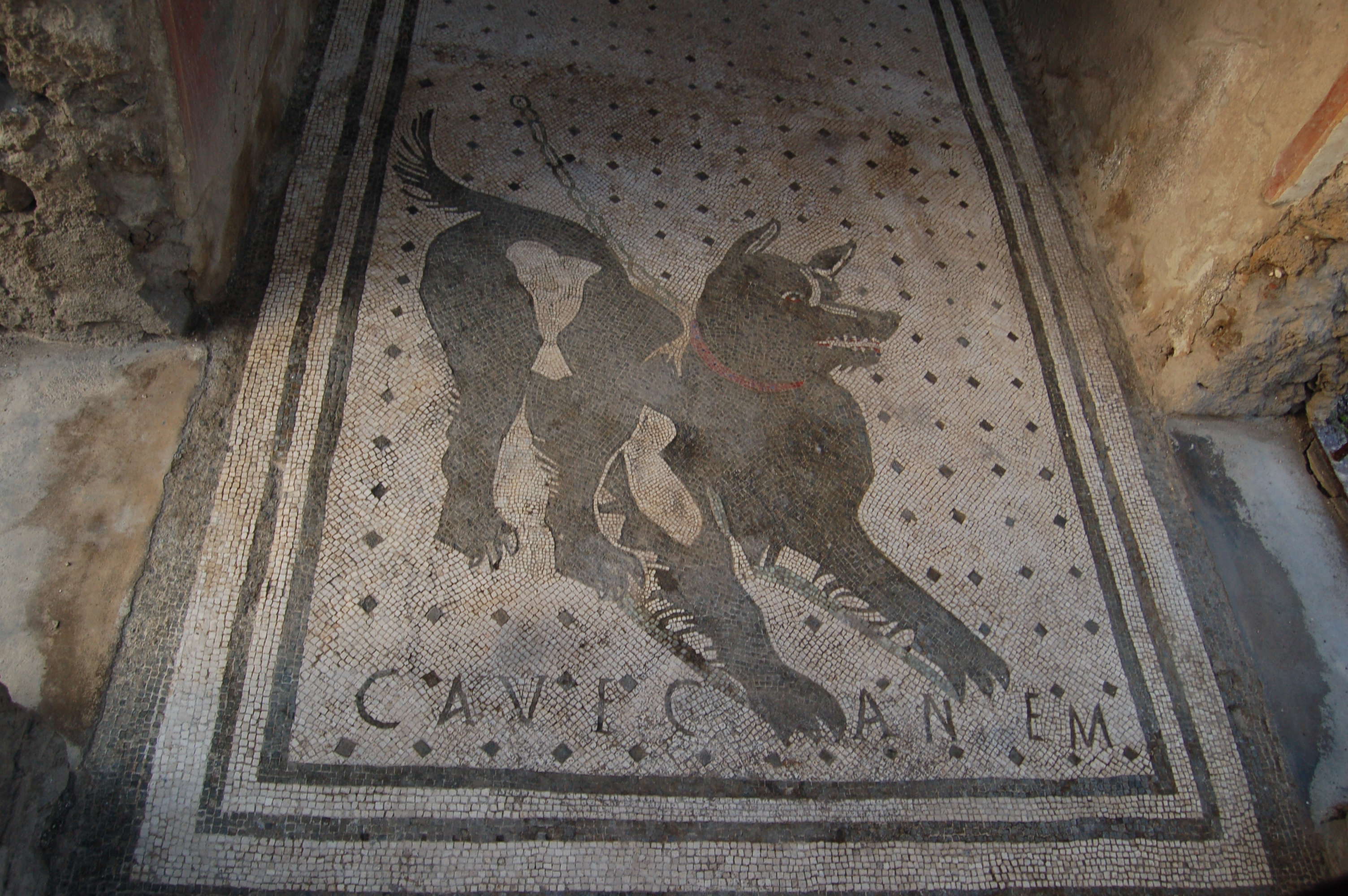
Cave-canem-Mosaik in Pompeji

Seinem Instinkt folgend verlässt Francis die Versammlung, um anschließend dem Tierheim einen Besuch abzustatten. Durch eine trockengelegte Wasserleitung will er das Heim betreten, aber bald versperrt ihm eine Hundeleiche den Weg. Er untersucht sie und findet eine Soldatenmarke am Halsband, die die Aufschrift „CAVE CANEM“ (lat. „Hüte dich vor dem Hund“) trägt. Der Rückweg wird bald von einer Meute großer Hunde mit ebendiesen Marken versperrt und Francis wird von Hektor durch ein Loch in der Decke der Leitung gerettet. Dennoch bleibt Francis dabei, den Fall niemals in Partnerarbeit lösen zu wollen. Er geht nach Hause, wo er einen ihm zum Verwechseln ähnlich sehenden jungen Kater vorfindet, der neben Gustav schläft. Francis legt sich, ohne sich weiter Gedanken zu machen, ebenfalls schlafen.
In der Nacht hat Francis einen Albtraum. Er sieht klischeehafte Gärtner mit Strohhut, Schürze und Gummistiefeln in einem makellosen Garten rechen und dazwischen Hektor, der scheinbar Fährten aufnimmt und unterstützt durch die Gärtner Berge menschlicher Leichen ausgräbt.
Am folgenden Morgen entpuppt sich der junge Kater als Francis’ Sohn, dessen Mutter und Geschwister infolge ihres Streunerlebens bereits verstorben sind. Da er keinen Namen hat, wird er von Francis fortan nur noch „Junior“ genannt. Francis geht hinauf in den ersten Stock und betritt die Wohnung Archies, der seinen Rausch ausschläft. Francis fährt den Computer hoch und gibt in einer Suchmaschine den Begriff „Cave Canem“ ein. Dass einer der Links von der UNO ist, macht ihn stutzig. Er liest den Bericht und erfährt, dass im ehemaligen Jugoslawien eine militärische Hundestaffel der UNO mit dem Namen „Cave Canem“ existierte, die den Auftrag hatte, Minen, Bomben und auch Massengräber aufzuspüren, und unter dem Kommando von General August Horche stand. Durch eine Internetseite zur Personensuche erfährt Francis, dass Horche nur wenige Häuser von ihm entfernt wohnt. Er geht also augenblicklich dorthin, wo Horche in seinem makellosen Garten gekleidet wie die Klischee-Gärtner aus Francis’ Albtraum recht. Francis betritt eine Baracke, die Horche zur Aufbewahrung von Andenken und Fotos nutzt. Weiterhin steht mittig ein riesiges Aquarium, in dem ein Schwarm Piranhas lebt. Auf den alten Bildern ist neben Horche immer wieder ein junger Mann zu sehen, den Francis zu kennen glaubt, aber nicht identifizieren kann. Versehentlich wirft er bei seinem Rundgang die Schiffsglocke des Einmasters „Gloria“, eines der Andenken Horches, herunter und ruft damit sowohl Horche als auch dessen Hund auf den Plan. Er will durch das Dachfenster der Baracke fliehen, verfehlt sein Ziel jedoch knapp und fällt in das Aquarium. Bevor die Piranhas über ihn herfallen können, wird er erneut von Hektor, Horches Hund, gerettet.
Hektor erklärt, wie er und seine Freunde in der Cave-canem-Truppe das Leid in Jugoslawien sahen und nach und nach nicht mehr aushalten konnten. Sie zerbrachen an den schrecklichen Bildern und wurden von Horche in ihrem furchtbaren Zustand nach Deutschland gebracht. Diese psychischen Wracks wären laut Hektor niemals zu einem Mord imstande gewesen, er selbst mit eingeschlossen. Auch Francis sieht das ein, meint aber, die Truppe hätte womöglich den „Geist des Krieges“ mitgebracht. Hektor teilt seine Meinung und führt ihn zu Pudeldame Andromeda, einer Wahrsagerin, die verwahrlost in einem verwilderten Garten haust. Dort angekommen beobachten sie eine Gruppe jugendlicher Kater, die die pazifistisch lebende Andromeda beleidigen. Der Anführer der Truppe, Junior, fügt ihr schließlich sogar eine Wunde an der Nase zu. Francis greift ein und liest dem Trupp die Leviten. Die Kater zeigen sich reumütig, kommen vor Francis aber nicht ohne ein paar Kratzer davon. Die tatsächlich übernatürlich veranlagte Andromeda kann „durch die Augen des Mörders blicken“: sie sieht Kriegsgeschehen, schreckliche Szenarien von Gemetzeln und Massenmord. Am Ende der Vision bricht Andromeda erschöpft zusammen. Fast gleichzeitig trifft Blaubart ein, der von der kürzlichen Ermordung Sissis berichtet. Aufgrund des Todes ihrer Führerin haben die Hunde den Katzen augenblicklich den Krieg erklärt, bereits in diesem Augenblick treffen fast alle Hunde und Katzen des Distrikts zu einer monumentalen Schlacht aufeinander. Francis hechtet zum Ort des Geschehens und erklärt dort feierlich, er sei der Mörder, um mehr Zeit für seine Ermittlungen zu gewinnen. Auf der Flucht springt er auf ein Auto auf, das sich glücklicherweise als Archies herausstellt, der damit von der Disco kommt. Gemeinsam mit ihm geht Francis in Archies Wohnung, und während dieser sogleich in tiefen Schlaf fällt, geht Francis online und nimmt Kontakt mit dem Verfasser des UNO-Artikels, einem gewissen „Neptun“, auf. Neptun behauptet zu wissen, wo sich das „Kriegsmonster“ augenblicklich befindet, und möchte Francis die Adresse mitteilen, wenn dieser verspricht, es sofort zu töten, wenn er es gefunden hat. Francis willigt ein und Neptun übermittelt die Adresse, die offensichtlich zu dem Haus gehört, in dessen Garten Andromeda lebt.
Francis kann das von den anderen belagerte Haus jedoch zunächst nicht verlassen. Mit seinem Sohn schmiedet er einen Plan. Während Junior hinausrennt und die Blicke der Belagerer auf sich zieht, bleibt Francis noch im Haus, erst wenn sie dem flüchtenden Junior allesamt gefolgt sind, kommt Francis hervor und hat freie Bahn zum Haus des Monsters. Im Garten findet er Andromeda aber nicht vor und so beschließt er, die Sache allein in die Hand zu nehmen. Er durchstreift das Haus Zimmer für Zimmer. In einem Arbeitszimmer findet er zahlreiche Gegenstände zum Thema Krieg: Gewehre, Helme, Macheten und ähnliches. Außerdem hängen von der Decke Fotos, die diejenigen Szenarien darstellen, die Andromeda durch die Augen des Mörders gesehen hat. Kurz darauf fällt die leblose Andromeda auf Francis herab, der Mörder hatte sie an einem Kronleuchter aufgehängt. Ein Foto, das an Andromedas Bauch befestigt ist, erregt Francis’ Aufmerksamkeit. Darauf ist August Horche als Meeresgott Neptun zu sehen. Damit glaubt Francis endlich das Rätsel um die Identität des Mörders gelüftet zu haben. Allerdings will Hektor, der kurz darauf eintrifft, partout nicht an die Schuld seines Herrchens, das er immer gütig erlebt hat, glauben. Francis will ihm einen unabdinglichen Beweis liefern und geht mit ihm in die Wohnung von Archie, der noch immer tief schläft. Am Computer lässt er die Adresse, von der aus die Nachrichten des mysteriösen Neptun geschickt wurden, zurückverfolgen. Zu seiner Überraschung handelt es sich dabei keineswegs um die Adresse von August Horche, sondern von Francis’ eigenem Heim. Jetzt erkennt Francis, dass es sich bei Amöbius Mars um den alten Freund August Horches handelt, den er auf den Fotos gesehen hat. Mars selbst ist Ethnologe, sein Spezialgebiet ist Krieg und anhand eines Tierexperiments im großen Stil simulierte er den Ausbruch eines Krieges. Auch sah Francis Mars häufig mit einer Jätekralle, bei der er eine der drei Zinken entfernt hatte, der Abdruck musste einer Bisswunde zum Verwechseln ähnlich sehen.
Francis schlägt vor, die anderen zu verständigen, aber Hektor zieht es vor, Mars sofort zur Strecke zu bringen. Oben in Mars’ Wohnung finden sie nur einen Laptop, auf dem ein Bild der Versammlung von Katzen und Hunden zu sehen ist. Francis und Hektor eilen zum Versammlungsplatz, wo sie von Amöbius Mars erwartet werden. Er deckt sein Vorhaben auf, es war tatsächlich ein groß angelegter Tierversuch. In seiner Wut fällt Hektor Mars an, wird aber sogleich von ihm mit der Jätekralle zur Strecke gebracht und getötet. Obwohl Hektor ihn mit seinen letzten Worten vor Mars’ „Unbesiegbarkeit“ gewarnt hat, geht auch Francis auf Mars los, der ihn mit einem Tritt in die Seite auf Hektors Leiche befördert. Mars verlässt den Ort um schlafen zu gehen und zuletzt plant der von Schmerzen geplagte, am Boden liegende Francis die gezielte Tötung des Mörders. Alle Katzen des Reviers sollen Mars’ Wohnung betreten, woran der Allergiker ersticken sollte. Ob der Plan in die Tat umgesetzt wird, erfährt der Leser nicht. Die Handlung endet mit der mehrfachen Wiederholung der Phrase „Geliebter Feind“.

## Hauptcharaktere

### Katzen
Francis
Mit Cave Canem löst Francis seinen dritten Fall.
Junior
Junior, Francis’ Sohn, der ihm gleicht wie ein Ei dem anderen, hat hier seinen ersten Auftritt.
Blaubart
Maine-Coon-Kater Blaubart ist ein alter Freund Francis’, der ihn dazu bringt, den Fall zu übernehmen.
Moses
Moses ist eine Birma-Katze und Anführer der Katzen des Distrikts. Er rief den Rat ins Leben und versteht sich selbst als politische und diplomatische Vertretung aller Katzen.
Roxy
Die Türkisch Van Roxy hatte ein Date mit Francis, bevor sie Amöbius Mars zum Opfer fiel.

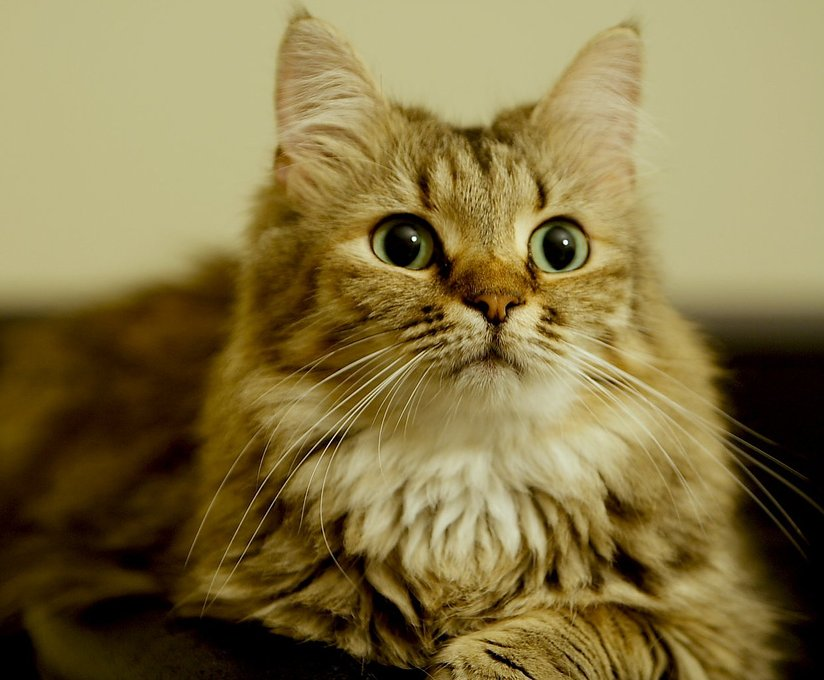
Maine-Coon-Katze
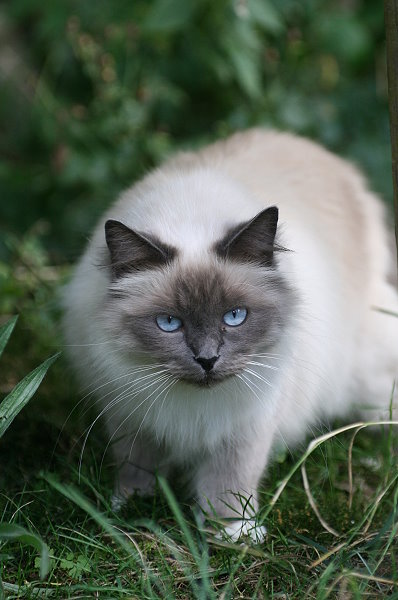
Birma-Katze
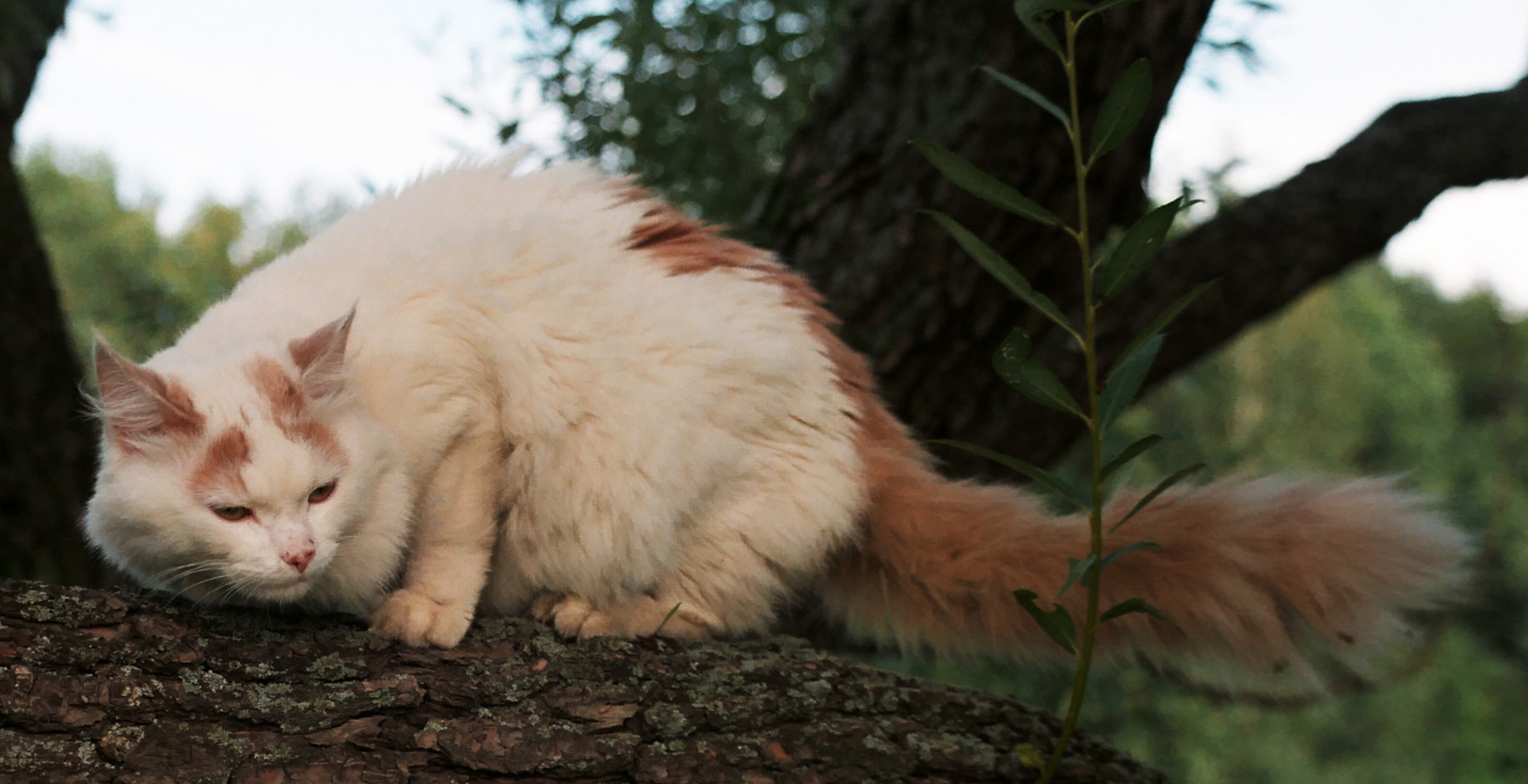
Türkisch Van

### Hunde
Hektor
Der Deutsche Schäferhund Hektor war einst Mitglied der Cave-canem-Truppe und wurde, nachdem sein psychischer Zustand sich verschlechterte, von August Horche aufgenommen. Auf Geheiß Sissis wird er Francis für dessen Ermittlungen zur Seite gestellt und fällt später Amöbius Mars zum Opfer.
Andromeda
Andromeda ist eine Pudeldame mit übernatürlichen Fähigkeiten. Nachdem ihr Frauchen, eine Astrologin, verstorben war, kam sie in dem verwilderten Garten des Domizils von Amöbius Mars unter, von dem sie später ermordet wurde.
Sissi
Mops Sissi ist die Führerin der Hunde und somit deren Pendant zu Moses. Ihre Ermordung durch Amöbius Mars bringt das ohnehin randvolle Fass zum Überlaufen.
Hinz und Kunz
Die beiden Greyhounds Hinz und Kunz werden Sissis Nachfolger.

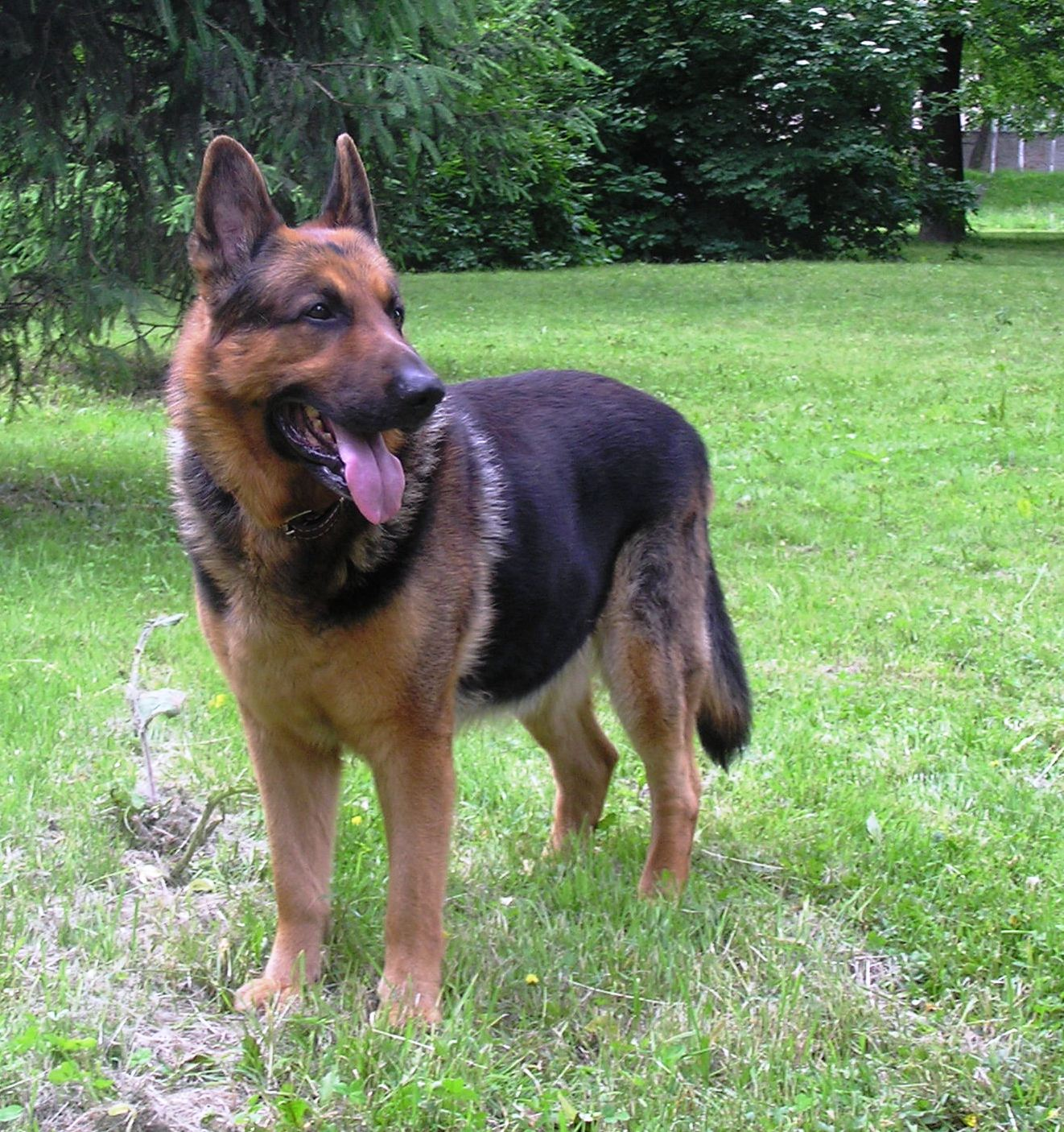
Deutscher Schäferhund
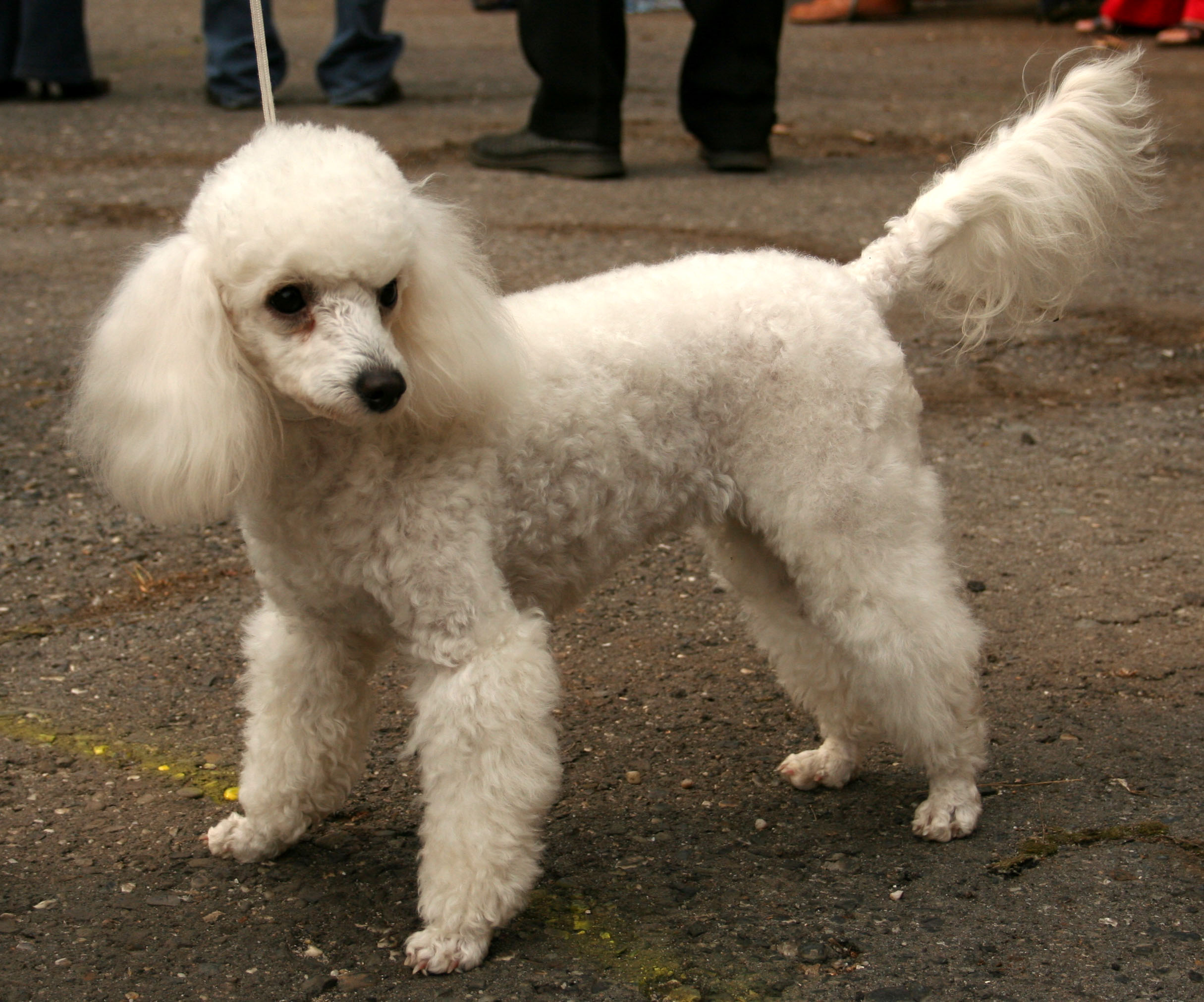
Pudel
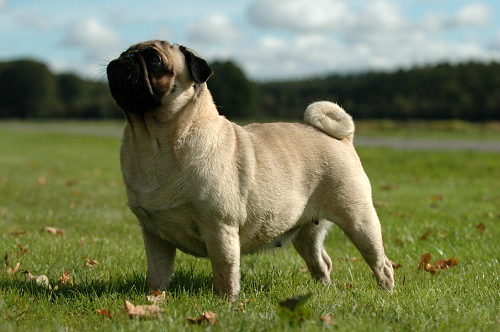
Mops
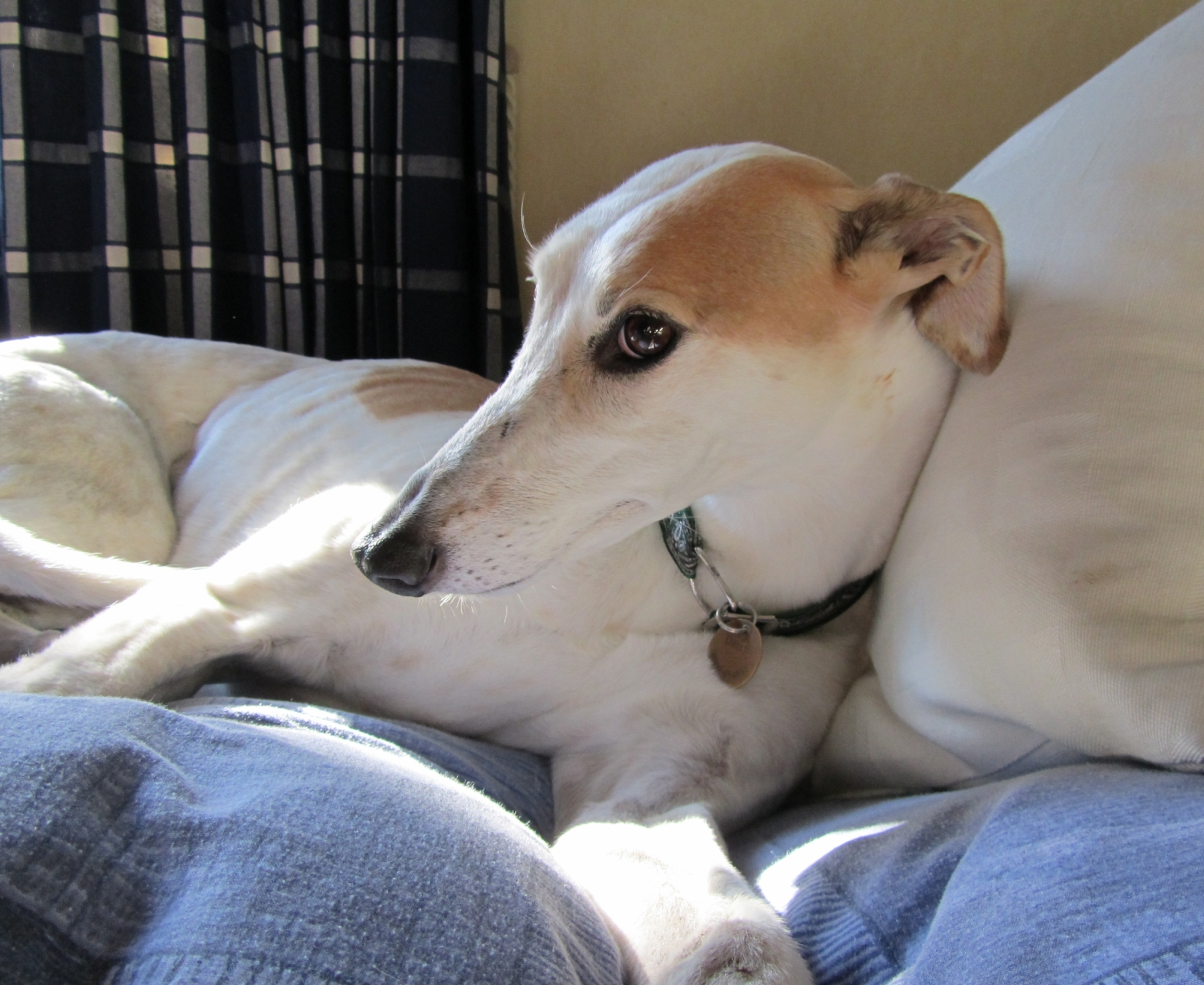
Greyhound

### Menschen
Amöbius Mars
Professor Amöbius Mars ist Ethnologe mit dem Spezialgebiet Krieg und entfachte, wie von ihm geplant, durch geschickte Morde einen Krieg zwischen Hunden und Katzen.
August Horche
August Horche, General außer Dienst, war Befehlshaber der Cave-canem-Truppe und gut mit Amöbius Mars befreundet. Er holte die psychisch angeschlagenen Hunde nach Deutschland und nahm Hektor bei sich auf, die anderen gab er teils an Bekannte und teils an das Tierheim ab.
Archie
Archibald Philip Purpur, meist kurz „Archie“, ist ein Bekannter Gustavs, der im selben Haus wie Francis lebt. Seine Wohnung wird dank des für Francis’ Ermittlungen wichtigen Internetanschlusses zu einem bedeutenden Schauplatz in Cave Canem.
Gustav Löbel
Francis’ Herrchen Gustav hat in Cave Canem dank Amöbius Mars die Leitung eines angesehenen archäologischen Instituts inne.

## Kritik
„Auch der Teil III der Felidae Reihe hat mir wieder grösstes Lesevergnügen bereitet. Man merkt das Francis (gemeinsam mit seinem Schöpfer) älter und reifer geworden ist. Damit meine ich, dass eine Steigerung des Schreibstils mit jedem Roman zu spüren ist.
 Nicht das die zwei ersten Teile schlechter geschrieben sind, keineswegs, aber Pirincci wächst – wie viele Schriftsteller – mit jedem Werk. […] Da ist es immer wieder faszinierend wie Pirincci es schafft, so ernste und heftige Themen in einem Katzenkrimi zu verarbeiten, so dass man als Leser das Gefühl hat, diese Story kommt hauptsächlich “lustig” rüber. Von daher für mich wieder als absolut gelungen bewertet und daher mit 5 von 5 Sternen belohnt!“